# Heliophanus baikalensis
Heliophanus baikalensis este o specie de păianjeni din genul Heliophanus, familia Salticidae, descrisă de Kulczynski, 1895. Conform Catalogue of Life specia Heliophanus baikalensis nu are subspecii cunoscute.